# Luna (divinità)

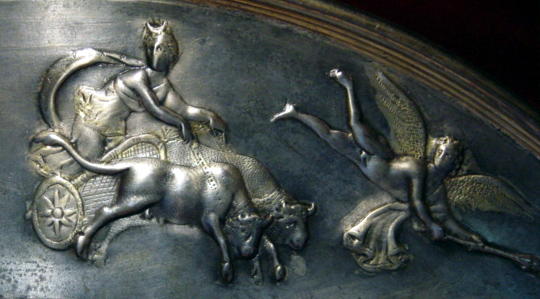
Luna crescente tirata dalla biga.

Luna (in latino Luna) era una divinità lunare romana, personificazione della Luna.

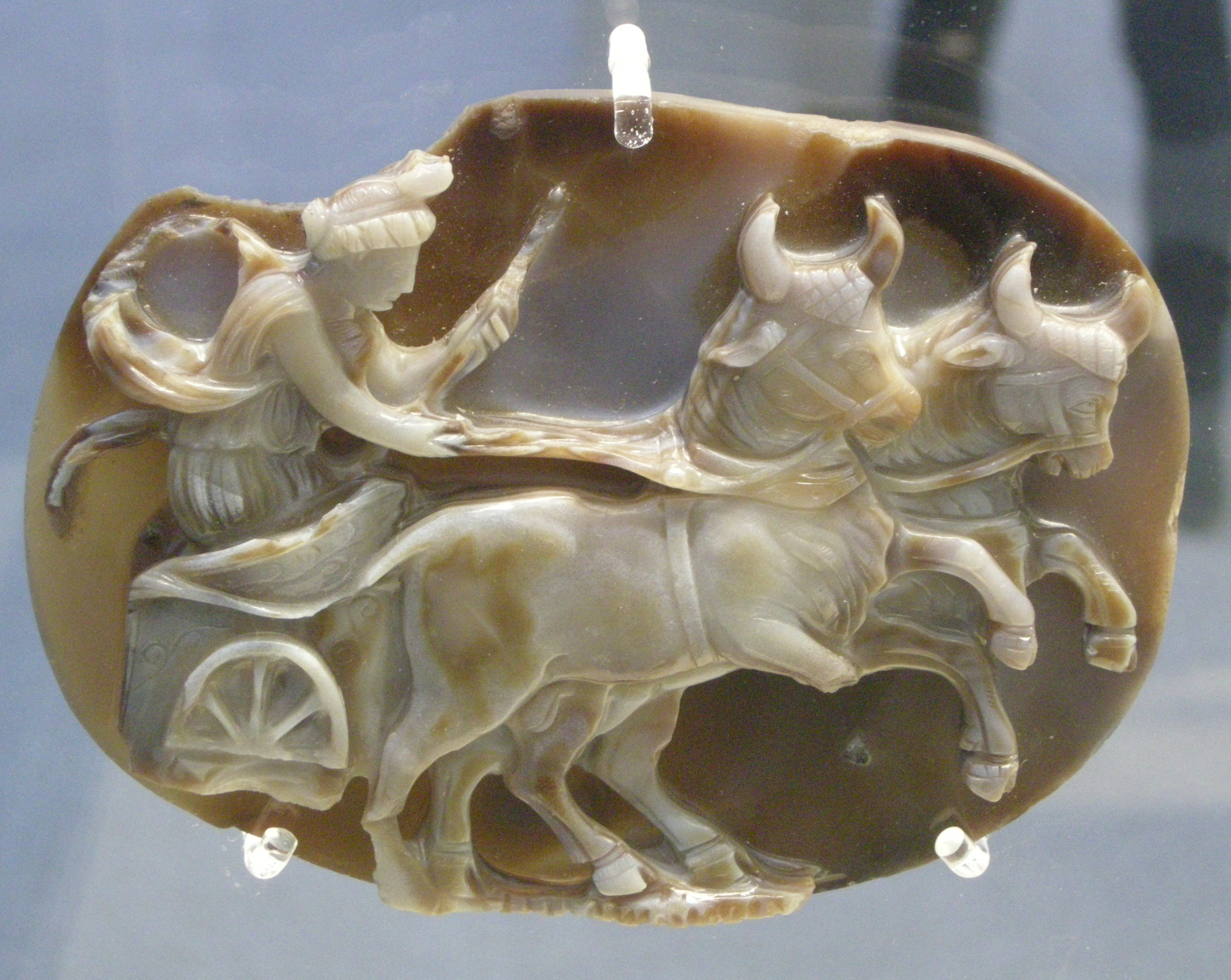
Cameo con la dea Luna

## Descrizione
Spesso era rappresentata come il complemento femminile di Sole, personificazione dell'astro solare. A volte si trova rappresentata, insieme a Proserpina ed Ecate, come diva triformis, ossia dea che assume tre diverse sembianze.
A volte invece non è definibile come una vera e propria dea, quanto come un attributo che qualifica una dea, come quando Diana e Giunone sono identificate come Luna.
Ma Varrone, quando tratta i Di selecti, la elenca tra altre 12 divinità, distinguendola da Diana e Giunone, che pure sono citate tra i Di selecti. Lo stesso Varrone la include tra gli dei visibili, tra i quali cita anche Sol, distinti da quelli invisibile come Nettuno, e quelli mortali come Ercole.

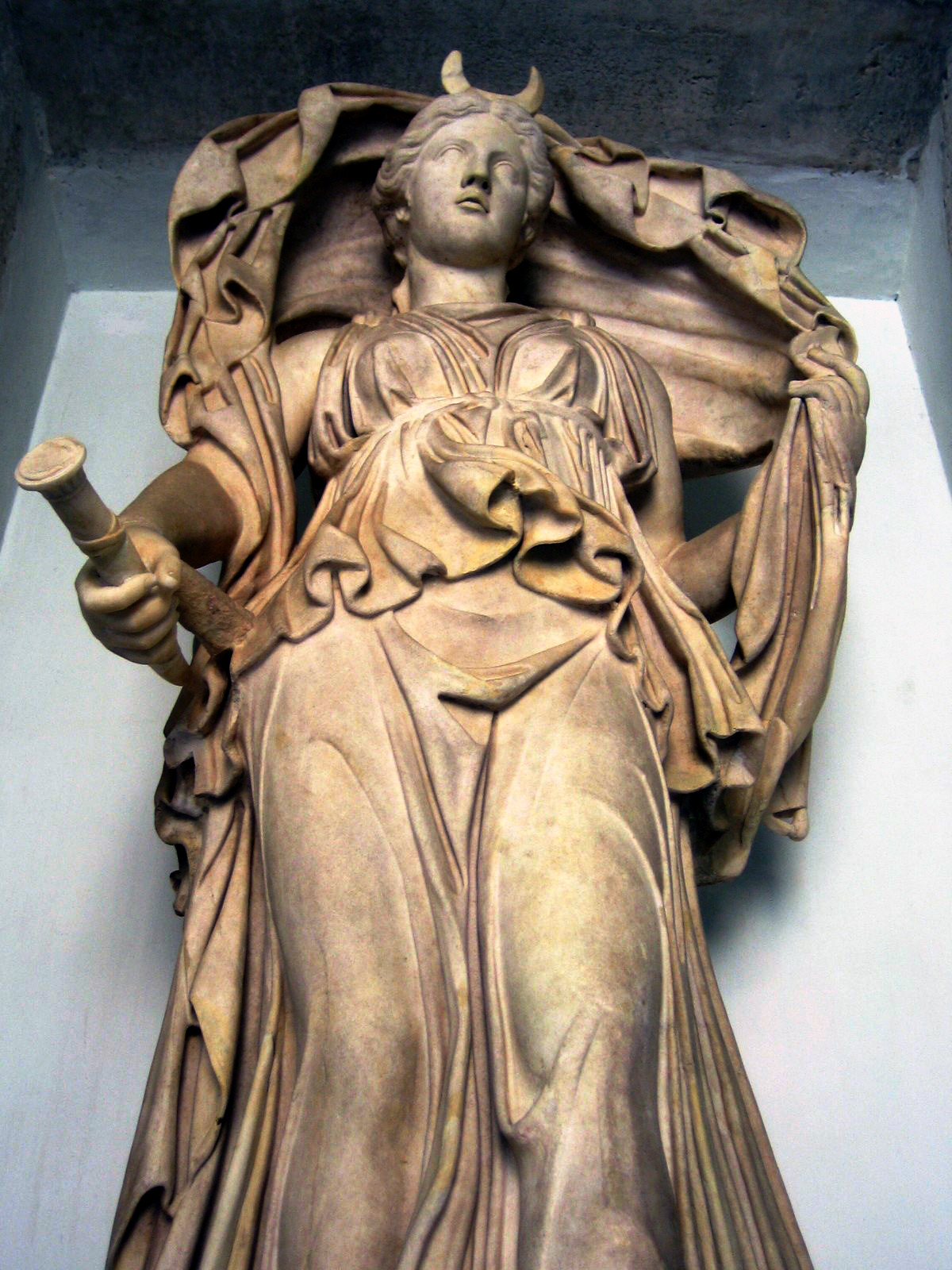
Statua della dea Luna ai Musei Capitolini.

Macrobio la propose come uno dei numi tutelari segreti di Roma, mentre in epoca imperiale, Sole e Luna rappresentavo il dominio di Roma portatrice di pace.

## Culto e templi
Varrone elenca la dea Luna tra le 12 divinità vitali per l'agricoltura, e Virgilio, che la elenca tra altre dodici divinità, le se riferisce come la più chiara sorgente di luce del mondo.
I romani datano il culto della dea all'epoca regia di Roma. Tito Tazio avrebbe portato a Roma il culto dei Sabini, ma l'edificazione del tempio della Luna sull'Aventino, vicino al tempio di Diana, sarebbe stata dovuta al volere di Servio Tullio. La festa della dea cadeva il 31 marzo. Il tempio viene citato in relazione ad una tempesta che ne aveva divelto le porte, scaraventandole nel tempio di Cerere, alle falde dell'Aventino. Il tempio della Luna fu distrutto nel grande incendio di Roma del 64, e non venne successivamente riedificato.
Alla dea, identificata come Noctiluca, venne dedicato anche un tempio sul Palatino, ma di questo edificio non ci è noto che il riferimento di Varrone.

## Nell'arte
Nell'arte romana è rappresentata come la Luna crescente tirata da una biga cui sono aggiogati due buoi.
Nei Carmina Saecularia, rappresentati nel 17 a.C., Orazio la rappresenta come siderum regina bicornis, la regina degli astri dai due corni, mentre lei ascolta il canto di due ragazze e Apollo quello di due ragazzi.